# Portugalská rallye 1996
Portugalská rallye 1996 byla druhou soutěží šampionátu Mistrovství světa v rallye 1996 pro kategorii W2L. Zvítězil zde celkově Rui Madeira s vozem Toyota Celica GT-Four ST-205. V kategorii W2L vyhrál Jesus Puras na voze Seat Ibiza Kit Car.

## Průběh soutěže
Za nejvážnější favority byly považovány týmy Seat Sport a Škoda Motorsport. První etapa se konala 6. března a měla 12 rychlostních zkoušek. Do vedení se dostal Peugeot 306 MAXi posádky Lopes-Lisboa a za ním byly vozy Seat, tým Škoda obsazuje čtvrté a sedmé místo v kategorii v pořadí Pavel Sibera a Emil Triner. Závěr první etapy je poznamenán havárií, kdy opilý divák vstoupil do dráhy a jeden vůz se s ním střetl a zranil jej. Druhá etapa začala diváckou zkouškou na autocrossovém stadionu. Oba vozy Škoda Felicia Kit Car zde startovaly proti Seatům Ibiza Kit Car. Emil Triner zajel naprosto shodný čas jako Erwin Weber, Puras Siberu o několik desetin sekundy porazil. V průběhu etapy se oba naše vozy posunovaly absolutním pořadím dopředu. Po 18. testu se Triner dostal na osmé místo absolutně a druhé v kategorii W2L. Sibera byl devátý absolutně a třetí ve skupině. Triner stále zrychloval a do konce druhé etapy se probojoval do čela klasifikace třídy W2L a vybudoval si skromný náskok na Purase. Ve třetí etapě se spustil vydatný déšť a Triner zvyšoval svůj náskok. Pak ale měl závadu na převodovce, zdržel se při opravě a dostal výraznou penalizaci. Triner tak klesl na celkové desáté místo a třetí pozici ve třídě W2L. Naopak Sibera zrychloval a posunul se na šestou pozici absolutně. Puras si vedoucí pozici udržel a zvítězil v kategorii.

## Výsledky
1. Rui Madeira, Nuno da Silva - Toyota Celica GT-Four ST-205
2. Freddy Loix, Sven Smeets - Toyota Celica GT-Four ST-205
3. José Miguel Leite Faria, Carlos Magalhães - Ford Escort RS Cosworth
4. Masao Kamioka, Kevin Gormley - Subaru Impreza 555
5. Jesus Puras, Carlos Del Barrio - Seat Ibiza Kit Car - vítěz W2L
6. Pavel Sibera, Petr Gross - Škoda Felicia Kit Car - 2. místo W2L
7. Erwin Weber, Manfred Hiemer - Seat Ibiza Kit Car - 3. místo W2L
8. Pedro Azeredo, Fernando Prata - Renault Clio MAXI - 4. místo W2L
9. Kris Rosenberger, Hans-Dieter Stock - Opel Astra GSI - 5. místo W2L
10. Emil Triner, Pavel Štanc - Škoda Felicia Kit Car - 6. místo W2L